# If I Can't
"If I Can't" is de vierde en minst succesvolle single van het debuutalbum Get Rich or Die Tryin' van Amerikaanse rapper 50 Cent. De track is geproduceerd door Dr. Dre en zijn co-producer Mike Elizondo. De video is een opeenstapeling van beelden van 50 Cent, afkomstig van concerten, interviews en andere gebeurtenissen in de media. De track bleef in de VS op #76 steken, maar in Engeland bereikte het de 10e positie en in Nederland de 25e.

## Charts
| Chart                               | Hoogste positie |
| ----------------------------------- | --------------- |
| Australische ARIA Single Top 50     | 22              |
| Belgische Ultratop 50               | 24              |
| Duitse Single Top 100               | 34              |
| Engelse Single Top 75               | 10              |
| Europese Single Top 200             | 34              |
| Nederlandse Top 40                  | 25              |
| Oostenrijkse Single Top 75          | 48              |
| VS Billboard Hot 100                | 76              |
| VS Hot R&B/Hip-Hop Singles & Tracks | 34              |
| VS Hot Rap Tracks                   | 15              |
| Zwitserse Single Top 100            | 15              |